# Leuvense dekking
Een Leuvense dekking of dekking met open voeg is een patroon van dakleien waarmee een gebouw is bekleed. Kenmerkend bij deze vorm van bekleding is dat de ruimte tussen de leistenen vergroot is door het uit elkaar schuiven van de leien, waardoor er een open ruimte tussen de zijkanten ontstaat. Door deze open voeg ontstaat het kenmerkende 'omgekeerde-T'-patroon.
Vanwege de open voeg bestaat er een verhoogd risico dat er regen onder de leien geblazen kan worden, en dat het dak daardoor niet geheel waterdicht is.
Naast een Leuvense dekking bestaan er andere typen leidaken, zoals het koeverdak, het maasdak, het rijndak en het schubbendak.